# Andrena flavobila
Andrena flavobila is een vliesvleugelig insect uit de familie Andrenidae. De wetenschappelijke naam van de soort is voor het eerst geldig gepubliceerd in 1965 door Warncke.